# جان لیساوئر
جان لیساوئر (انگلیسی: John Lissauer؛ زادهٔ ۹ ژوئیهٔ ۱۹۵۶) یک موسیقی‌دان و آهنگساز اهل ایالات متحده آمریکا است.
از فیلم‌ها یا مجموعه‌های تلویزیونی که وی در آن‌ها نقش داشته‌است می‌توان به نگهبانان، فانتاستیکا، کارآگاه پیکاچو، زن و فرشته و آن کاری که می‌کنی! اشاره نمود.